# Château de Mazancourt
Le château de Mazancourt est un château situé à Vivières, en France.

## Description
Le château est construit sur une terrasse à laquelle on accède par un escalier isolé en équerre en maçonnerie, et donnant sur un parc dans lequel se trouve un escalier droit isolé en maçonnerie. Bâti en moyen appareil, recouvert partiellement d'enduit, il comprend un sous-sol voûté en berceau, un étage carré desservi par un escalier dans-œuvre tournant à retours avec jour en maçonnerie, et un étage de comble. Il est couvert de toits à croupe, de toits en pavillon et d'un toit polygonal.

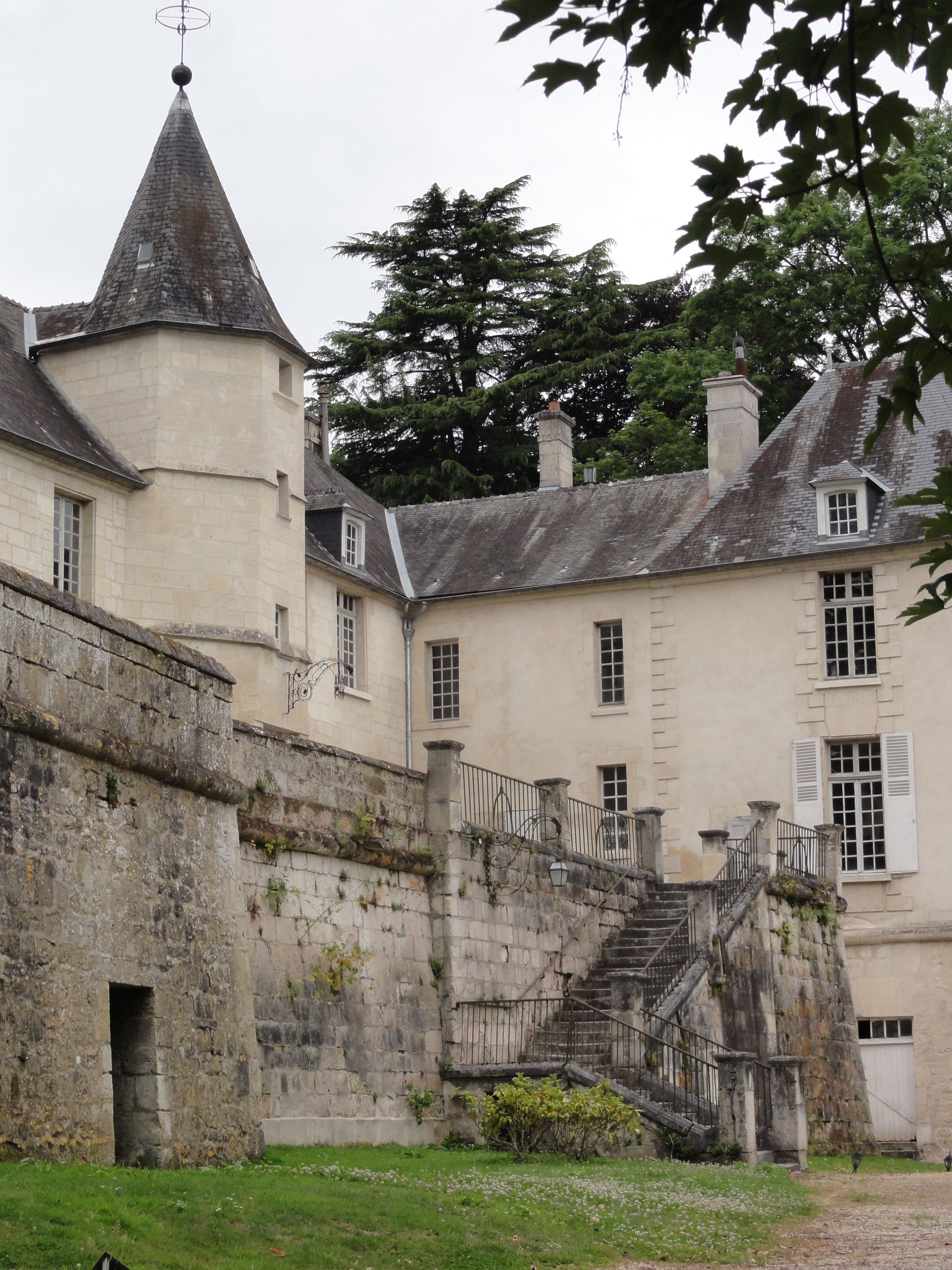
L'escalier de la terrasse

## Localisation
Le château est situé sur la commune de Vivières, dans le département de l'Aisne.

## Historique
Construit au XVIe siècle par la famille de Mazancourt, il subit une complète réfection dans la première moitié du XVIIe siècle à l'exception d'une tourelle qui est conservée. Un colombier est édifié en 1721 (il porte la date). Il était la  propriété de Gabriel-Auguste seigneur de Vivières qui y naissait en 1725, colonel de cavalerie et commandeur de l'ordre de St-Louis, il était député suppléant de la noblesse pour l'Assemblée constituante de 1789. Il décédait en 1809 à Breslau. Il fut vendu comme bien national à la Révolution. Charles Giroust en fut le propriétaire et sa nièce Illyrine de Morency y venait écrire.  Dans le premier quart du XXe siècle, les propriétaires successifs du château, dont M. Haguet et l'écrivain Henry Bataille, y ont apporté des modifications, c'est alors que furent édifiées dans le parc une étable en forme de hutte, destinée à des lamas et 2 rangées de colonnes doriques. Le château a servi de ferme de 1930 à 1960 environ et a repris aujourd'hui sa destination primitive.
Le 11 septembre 1914 se produisit un affrontement, non loin du château, entre des troupes allemandes et françaises, commandées par le Lieutenant de Gironde qui, mortellement blessé, fut transporté au château où il mourut. 
Le monument est inscrit au titre des monuments historiques en 1982.

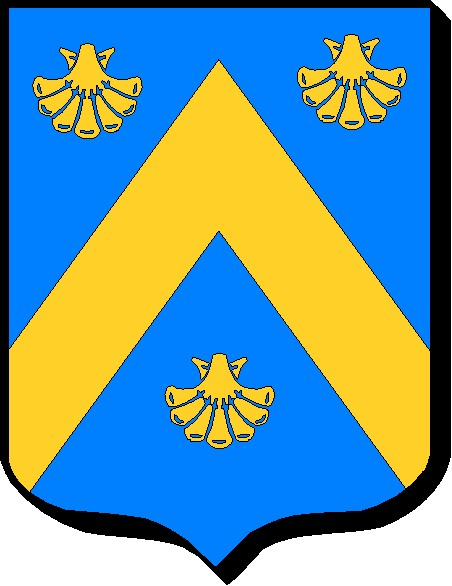
Famille de Mazancourt

## Quelques personnages célèbres
- Henry Bataille
- Gaston de Gironde
- Gabriel-Auguste de Mazancourt
- Charles-Christophe de Mazancourt

## Images